# Irrwege des Lebens
Irrwege des Lebens (Originaltitel: Dance, Fools, Dance) ist ein US-amerikanischer Spielfilm mit Joan Crawford unter der Regie von Harry Beaumont. Die Handlung ist vage von dem Massaker am Valentinstag 1929 in Chicago sowie dem Mord an dem Journalisten Alfred „Jake“ Lingle vom Chicago Examiner inspiriert. Es war der erste Film von insgesamt acht gemeinsamen Filmen des Leinwandpaares Joan Crawford und Clark Gable.

## Handlung
Bonnie Jordan ist zu Beginn der Handlung eine reiche Erbin, die ein Leben in Luxus und auf endlosen Partys führt. Mit ihren Freunden feiert sie in ausgelassener Stimmung an Bord der familieneigenen Yacht. Bonnie ist gerade dabei, nur in durchsichtiger Seidenunterwäsche ein Bad im Meer zu nehmen, als die Nachricht vom Börsencrash 1929 eintrifft. Die Familie ist ruiniert, der Vater begeht Selbstmord und Rodney, Bonnies charakterschwacher Bruder, landet im kriminellen Umfeld. Bonnie schafft es durch Beziehungen, Reporterin bei einem Skandalblatt zu werden. 
Kaum eingestellt, deckt sie bereits Verbindungen zwischen Rodney und der Gang von Jake Luva, dem brutalsten Mafioso der Stadt auf. Um ihrem Bruder zu helfen, nimmt Bonnie unter einem falschen Namen den Job als Revuegirl in einer von Jake Luvas Kneipen an. Gleichzeitig umgarnt sie Jack in der Hoffnung, durch weibliche Reize wichtige Informationen zu erhalten. Der sorgfältig ausgeklügelte Plan geht allerdings schief, als Jake Luva die wahre Identität von Bonnie entdeckt, sie schlägt, beinahe vergewaltigt und nur durch einen Zufall nicht ermordet. Mit dem nackten Leben rettet sich Bonnie zur Polizei, die Jake und seine Gang festnehmen. Bonnie heiratet kurze Zeit später einen freundlichen Millionär, in den sie sich, noch in ihrer Zeit als reiche Erbin verliebt hat.

## Hintergrund
Joan Crawford war in den letzten Tagen des Stummfilms durch die Darstellung sorgloser junger Frauen, damals Flapper genannt, zu Ruhm gelangt. 
Mit der wirtschaftlichen Unsicherheit im Zuge der Weltwirtschaftskrise waren tiefgreifende Änderungen in der Gesellschaft verbunden. Während Musicals, Revuefilme und Salonkomödien, die die Probleme der Oberen Zehntausend schilderten, rasch an Popularität verloren, etablierten sich neue Genres wie Horrorfilme und Gangsterfilme. Zunehmend wurden auch sozialkritische Filme produziert, die einen besorgten Blick auf Missstände in der Gesellschaft warfen. Der gewandelte Zuschauergeschmack führte dazu, dass das Rollenbild des Flappers als sorglose junge Frau, die ohne materielle Sorgen das Leben als Abfolge von Vergnügungen begreift, rasch passé wurde. Das Studio wandelte vor diesem Hintergrund ab dem Jahr 1930 das Image von Joan Crawford hin zur ambitionierten Frau, die ihre Lebensumstände aus eigener Kraft verbessern will. An diesem Punkt ihrer Schauspielkarriere spielte sie daher oft Arbeitermädchen, die den sozialen Aufstieg schaffen. 
Dieser Umbruch vollzog sich über einige Filme hinweg, beginnend mit Our Blushing Brides, der aus Crawford erstmals eine Angestellte machte, die sich den Widrigkeiten des Lebens mutig entgegenstellt und am Ende einen Millionär heiratet. Irrwege des Lebens nimmt zu Beginn zunächst noch Anleihen bei den früheren Erfolgen und präsentiert Joan Crawford als eine Art von Whopee-Girl, das in allerlei frivolen Situationen ihr Leben genießt. Später in der Handlung gestattet die Dramaturgie der Schauspielerin einige Tanzeinlagen, auch dies ein Bezug auf vorherige Auftritte in Filmen wie Our Dancing Daughters oder Untamed.
Gleichzeitig enthält der Film auch zahlreiche Elemente des Gangsterfilms. Die Heldin ermittelt im Milieu des organisierten Alkoholschmuggels und die Handlung nimmt einige Episoden rund um das berüchtigte Massaker am Valentinstag einige Jahre vorher auf. Clark Gable war zu diesem frühen Punkt seiner Karriere festgelegt auf die Darstellung hartgesottener Krimineller, die sich zwar asozial der Gesellschaft gegenüber verhalten, auf Frauen jedoch unwiderstehlich wirken. Die brutale Behandlung seiner weiblichen Co-Stars wurde geradezu ein Markenzeichen von Gable. In Helgas Fall und Aufstieg misshandelte er eine Prostituierte und warf sie einfach eine Treppe hinunter. In Night Nurse prügelte er Barbara Stanwyck bewusstlos und vergewaltigte sie anschließend. Norma Shearer verfiel in Der Mut zum Glück als wohlerzogene Tochter aus gutem Hause dem Gangster Gable und wurde trotz regelmäßiger Schläge seine Geliebte.
In Irrwege des Lebens ist die Beziehung zwischen dem Gable-Charakter und der Heldin durchaus ambivalent. Einerseits ist Bonnie abgestoßen von der Rücksichtslosigkeit und der Kälte, mit der Jake Luva sein Imperium regiert und Morde begeht. Gleichzeitig steht sie der erotischen Kraft von Jake nicht teilnahmslos gegenüber. Die beiden Schauspieler mussten die sexuelle Anziehungskraft zwischen ihnen nicht spielen. Beide begannen während der Dreharbeiten eine Affäre, die sich mit zahlreichen Unterbrechungen bis weit in die 1950er hinzog. Insgesamt sollten die beiden noch sieben weitere Filme gemeinsam drehen. Nach einer desaströsen Preview ersetzte das Studio nur einige Wochen später mit Gable den Schauspieler John Mack Brown als männlichen Partner von Joan Crawford in deren Folgeprojekt Laughing Sinners. Gable spielte dort, in radikaler Abkehr von seinen sonstigen Auftritten, einen Geistlichen, der Moral und Tugend hoch hält. 
Obwohl der Film einer der größten finanziellen Erfolge für Joan Crawford überhaupt bedeutete, war sie mit dem Ergebnis nicht zufrieden. Gegenüber Roy Newquist meinte sie einige Jahrzehnte später: 

„[Ein] Desaster. Ich gab eine schreckliche Vorstellung. Mal wieder die üblichen Übertreibungen.“

## Kinoauswertung
Die Produktionskosten beliefen sich am Ende auf 234.000 US-Dollar, was um gut ein Viertel unter dem sonst üblichen Ausgaben für einen Joan-Crawford-Film lag. An der Kinokasse erwies sich Irrwege des Lebens als populär und spielte mit 848.000 US-Dollar viel Geld auf dem Inlandsmarkt ein. Mit Auslandseinnahmen in Höhe von 420.000 US-Dollar und einem kumulierten Gesamtergebnis von 1.2681.000 US-Dollar konnte das Studio am Ende einen hohen Gewinn von 524.000 US-Dollar erwirtschaften. Dank der Erfolge in Paid und Irrwege des Lebens etablierte sich Joan Crawford als einer der wirtschaftlich wertvollsten Stars von MGM.

## Kritiken
Im Gegensatz zu Joan Crawfords Selbsteinschätzung waren die professionellen Kritiker deutlich positiver in ihrem Urteil.
Photoplay, eines der einflussreichsten Branchenblätter, befand:

„Joan Crawford erweist sich erneut als große dramatische Schauspielerin. Die Geschichte ist Unfug, allerdings guter Unfug und Joan gibt eine lebendige Darstellung.“

Die New York Times war nicht ganz so begeistert:

„Miss Crawfords Schauspieltechnik ist immer noch reichlich selbstbezogen, doch ihre Anhänger werden erkennen, dass ihre Darstellung ihrem üblichen Standard entspricht.“